# Epicypta pilosistyla
Epicypta pilosistyla är en tvåvingeart som beskrevs av Loïc Matile 1979. Epicypta pilosistyla ingår i släktet Epicypta och familjen svampmyggor. Inga underarter finns listade i Catalogue of Life.